# Státní banka československá
Státní banka československá (SBČS) byla v období 1950–1992 centrální banka Československé republiky, Československé socialistické republiky a České a Slovenské Federativní Republiky.
Vznikla 1. července 1950. Do roku 1990 působila jako tzv. monobanka v systému centrálně administrativního řízení ekonomiky, v dalších dvou letech jako výlučně centrální banka. V roce 1993 byla rozdělena na Českou národní banku a Národní banku Slovenska.

## Historie banky
Předchůdcem SBČS byla Národní banka Československá, která zanikla na základě zákona č. 31/1950 Sb. Vznik Státní banky československé v červenci 1950 byl výsledkem snahy nového komunistického režimu o centralizaci dosavadního systému bankovnictví a o řízení emisní a úvěrové politiky z jednoho centra. Jejím vznikem prakticky zanikly obchodní banky jako samostatně podnikající subjekty.
Významnou roli hrála banka v roce 1953, kdy byla pod jejím vedením provedena měnová reforma.
Centralizace bankovního systému vyvrcholila v roce 1958, kdy banka plně převzala financování a úvěrování investiční výstavby. Od roku 1970 bylo bance svěřeno řízení a kontrola devizové politiky. Okolo roku 1988 vedení státu přikročilo ke krokům, které měly oddělit emisní funkce banky od její obchodní činnosti.
Státní banka československá byla zákonem z 15. listopadu 1989 (dva dny před revolucí) rozdělena a na jejím základě vznikla 1. ledna 1990 Státní banka československá jako centrální banka. Obchodní činnost převzaly Komerční banka Praha a Všeobecná úverová banka Bratislava. SBČS zanikla v prosinci 1992 po rozdělení České a Slovenské Federativní Republiky na samostatnou Českou a Slovenskou republiku.

## Seznam generálních ředitelů, předsedů a guvernérů
- Otakar Pohl (1. července 1950 – 2. února 1954, generální ředitel)
- Jaroslav Kabeš (20. února 1954 – 16. srpna 1957, generální ředitel)
- Otakar Pohl (16. srpna 1957 – 3. října 1969, generální ředitel)
- Svatopluk Potáč (3. října 1969 – 4. ledna 1971, generální ředitel)
- Svatopluk Potáč (4. ledna 1971 – 18. června 1981, předseda)
- Jan Stejskal (18. června 1981 – 1. listopadu 1988, předseda)
- Svatopluk Potáč (1. listopadu 1988 – 29. prosince 1989, předseda)
- Josef Tošovský (29. prosince 1989 – 21. dubna 1992, předseda)
- Josef Tošovský (21. dubna 1992 – 31. prosince 1992, guvernér)